# Lytchett Matravers
Lytchett Matravers è un villaggio e parrocchia civile dell'Inghilterra, appartenente alla contea del Dorset.